# Freddie Scappaticci
Freddie Scappaticci (* 1946 in Belfast; † April 2023) soll ein Doppelagent des britischen Militärgeheimdienstes mit dem Decknamen Steak knife (in der Presse falsch als Stakeknife bezeichnet) innerhalb der Provisional Irish Republican Army (PIRA) gewesen sein.

## Hintergrund
Am 11. Mai 2003 wurde Scappaticci in den Zeitungen Sunday Tribune, Sunday Herald, Sunday World und Sunday People als Doppelagent „Stakeknife“ bezeichnet. Scappaticci war ein Bauarbeiter aus Belfast. Er wurde 1970 Mitglied der IRA. 1978 soll er sich dem Geheimdienst als Informant angeboten haben, nachdem er von einem Belfaster PIRA-Mitglied zusammengeschlagen wurde. Scappaticci soll der ranghöchste Doppelagent gewesen sein und von einem eigenen Team mit dem Codenamen „the rat nest“ beim Geheimdienst betreut worden sein. Er soll jährlich £ 80.000 erhalten haben.
Scappaticci war innerhalb der IRA in der internen Sicherheitsabteilung („nutting squad“) für Infiltrationsabwehr zuständig, und in dieser Position war es ihm möglich, zahlreiche IRA-Mitglieder des Verrats zu beschuldigen. Nach ernst zu nehmenden Berichten ließ die britische Regierung bis zu 40 Menschen zum Schutz von Scappaticci ermorden. Die britische Regierung soll für seine Sicherheit sogar einige IRA-Operationen zugelassen haben.
Scappaticci stritt alle gegen ihn erhobenen Vorwürfe ab. Es gab auch aus Kreisen der IRA Äußerungen, die die Vorwürfe als falsch zurückweisen. Scappaticci führte diverse Prozesse mit dem Ziel, die britische Regierung zu zwingen, ihm zu bestätigen, dass er kein Agent gewesen sei. Er hatte sein Haus in Belfast verkauft und lebte in Italien.